# Carbolineum

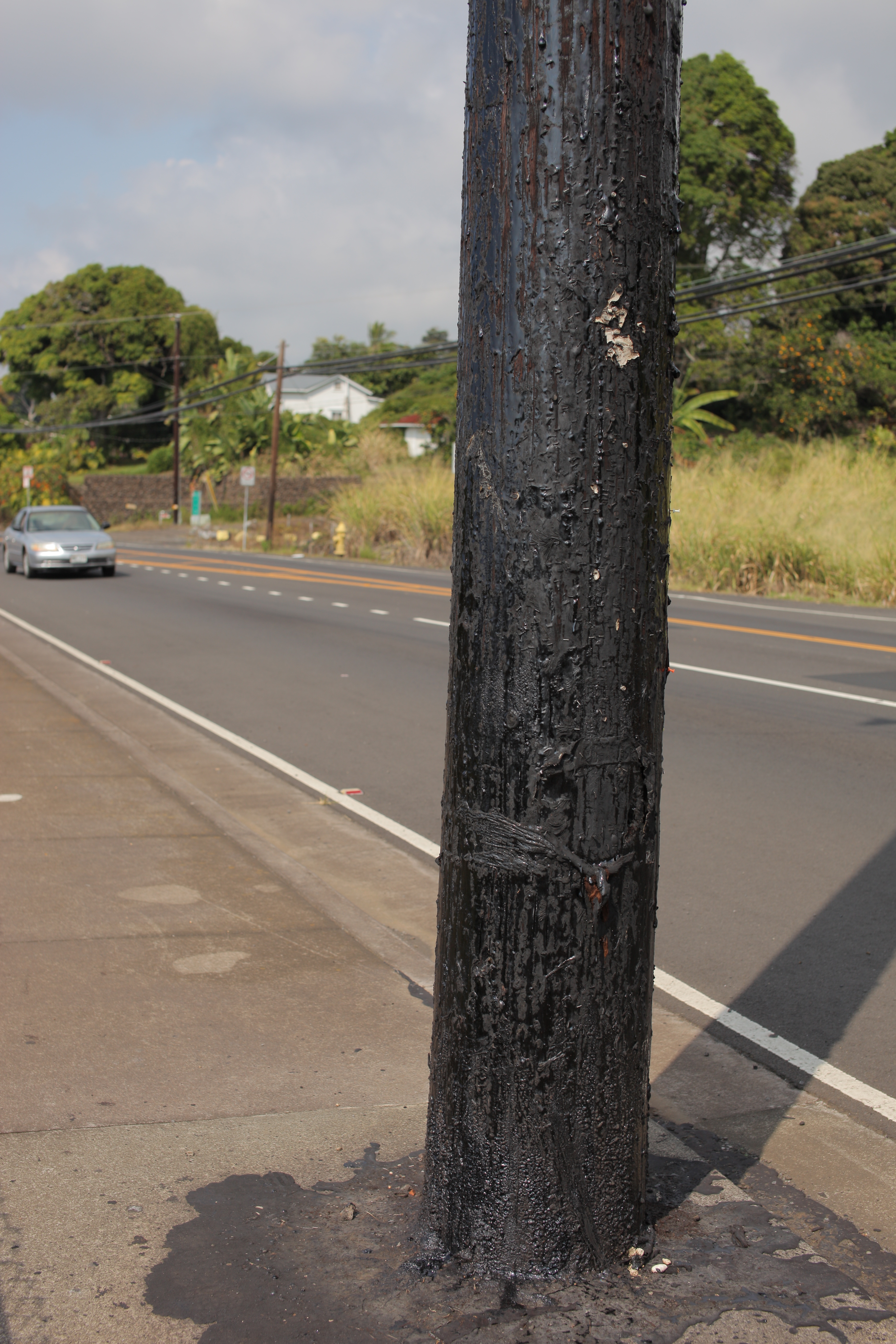
Mit Karbolineum behandelter und konservierter Telegrafenmast

Carbolineum (von lateinisch carbo ‚Kohle‘ und oleum ‚Öl‘) auch Karbolineum oder Steinkohlenteeröl ist ein öliges, wasserunlösliches, brennbares, braunrotes, teerig riechendes, hochsiedendes Destillat aus Steinkohlenteer.

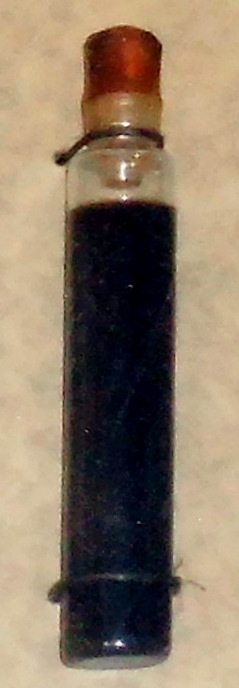
Ampulle in einem Schaukasten des Heimat- und Schulmuseums Himmelpforten

Steinkohlenteer-Destillate wurden erstmals 1838 durch Bethell in Großbritannien als Holzschutzmittel eingesetzt. Der Name Karbolineum wurde 1888 von der Firma Avenarius als Handelsmarke eingeführt.
Es wird aus der Steinkohlenteer-Fraktion Anthracen oder Grünöl, die über 270 °C siedet, gewonnen. Es ist im eigentlichen Sinn ein spezielles Teerkreosot, aber aus einer anderen Fraktion hergestellt als das allgemein bezeichnete Teerkreosot.

## Herstellung
Ursprünglich wird es aus filtriertem Anthracenöl hergestellt, das nochmals destilliert und filtriert wird (Avenarius). Aber auch nur einmal filtriertes Anthracenöl wird als Carbolineum bezeichnet. Es wird meist mit weiteren Zusätzen wie Chlorzink, Chlor (Avenarius Carbolineum, Deutsches Reichspatent (D.R.P.) 46021 von 1888), Kupfersalzen (Barol), Phenol sowie Harzen versehen, um die chemischen Eigenschaften anzupassen. Jedoch ist die Wirkung deutlich geringer als die von Teer-Kreosot, da eben die Teersäuren Karbolsäuren, Phenole, Kresole zum größten Teile entzogen sind, weil diese in der höher siedenden Fraktion kaum noch vorhanden sind, also gerade die für die Konservierung wichtigsten Bestandteile fehlen. 1930 änderte das Unternehmen Gebr. Avenarius die Herstellungsweise (D.R.P. 542593), wodurch die fungizide Wirkung erhöht werden sollte. Die bei naphthalinfreiem, erkaltetem Anthracenöl ausgeschiedenen festen Bestandteile werden mit Chlor behandelt und diese chlorierten Produkte werden anschließend in Steinkohleteeröl aufgelöst. Dadurch bliebe laut Hersteller das so erzeugte Carbolineum darüber hinaus auch bei niedrigen Temperaturen satzfrei. Auch wird es mit Holz-, Kohlenteer sowie mit anderen Zusätzen vermischt, um die Farbgebung zu beeinflussen.

## Zusammensetzung
Es enthält hauptsächlich polycyclische aromatische Kohlenwasserstoffe (PAK) Anthracen, Phenanthren, Naphthalin, Chrysen sowie heterocyclische KW Pyridin, Chinolin, Isochinolin und Kresol, Phenole. Man unterscheidet verschiedene Präparate für den Pflanzenschutz: Schwer- bzw. Mittelöl-Obstbaumkarbolineum und das Obstbaumkarbolineum mit Dinitrokresol.
Die Teeröle sind nicht wasserlöslich. Es kann aber durch Zugabe von Seife, Soda oder auch Lauge eine Emulsion aus Wasser und Öl hergestellt werden. Vor allem das in den Teerölen enthaltene Phenol wirkt als Emulgator. Das Phenolmolekül besteht wie die klassischen Seifen aus einem unpolaren, hydrophoben Kohlenstoffgerüst und einem polaren, hydrophilen Teil. Durch Zugabe von alkalischen Substanzen wird die Emulgatorfunktion des Phenols noch verstärkt, da dann das Phenol ins stärker polare Phenolat übergeht. Carbolineum ist mit den heute verbotenen Mitteln Kombinal TO und Hylotox misch- und kombinierbar.

## Verwendung

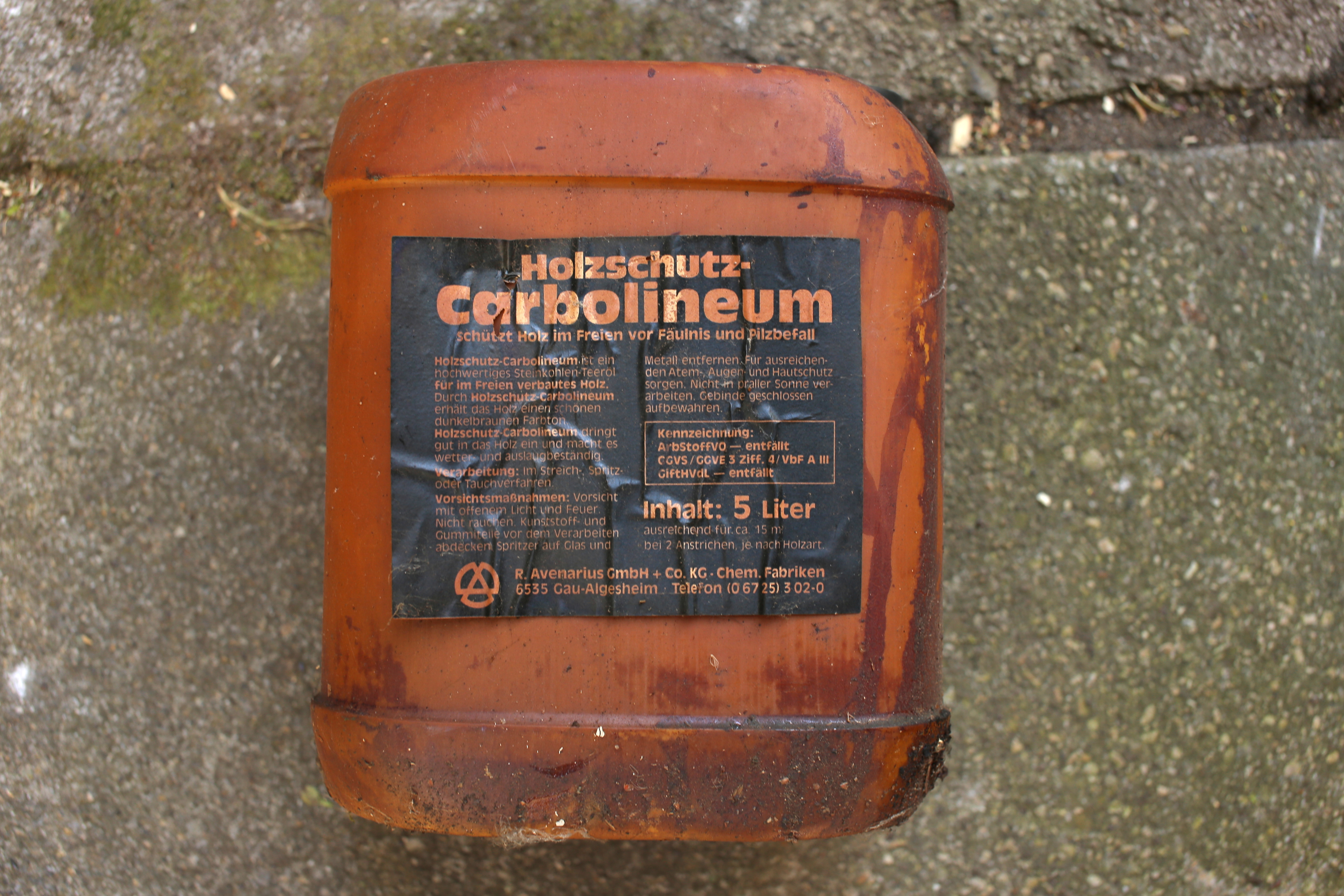
Verkaufspackung, Kanister, 5 l

Wegen seiner fäulnishemmenden und desinfizierenden Wirkung wird Teeröl wie etwa Carbolineum zur Konservierung von Bahnschwellen, Telegrafenmasten, Pfählen usw. verwendet. Solches Teeröl kann selbst im permanenten Bodenkontakt verbautes Holz schützen.
Carbolineum ist hautreizend und krebserregend. Die Dämpfe reizen die Atemwege. Trotz dieser gesundheitlichen Nachteile wurde und wird es als Holzschutzmittel eingesetzt, da die Schutzwirkung von Carbolineum besonders hoch ist. Heutzutage darf es allerdings nur noch in sehr eingeschränkten Fällen im Außenraum verwendet werden. Carbolineum in Gebäuden wird heute den Gebäudeschadstoffen zugeordnet. Die im Handel befindlichen Holzlasuren mit Bezeichnungen wie Carbolin, Carbibol oder Karboleum basieren auf pflanzlichen Ölen und Wasser. Sie haben außer der Namensähnlichkeit nichts mit Carbolineum gemein.
Es wurde früher auch in großem Umfang zur Bekämpfung von Obstbaumschädlingen genutzt. Hier wurden allerdings nicht die reinen, unverdünnten Teeröle verspritzt, da sonst die lebenden Pflanzen Schaden erlitten hätten.
In den 1920er Jahren entwickelten einige Hersteller schwere Stationärmotoren, welche für den Betrieb mit Teeröl spezialisiert waren. Diese Maschinen, wie z. B. die der Herforder Motorenfabrik, wurden vorrangig in Sägewerken und Mühlen eingesetzt, wo man aus Gründen der Wirtschaftlichkeit immer mehr Leistung benötigte, welche allein mit Wasserkraft nicht bereitgestellt werden konnte.

## Verbote
In Deutschland wurde durch die Teerölverordnung vom 24. Mai 1991, später ersetzt durch die Chemikalien-Verbotsverordnung die Herstellung, das Inverkehrbringen und die Verwendung von Carbolineum stark eingeschränkt bzw. weitgehend verboten. In der Europäischen Union ist mit unmittelbarer Wirkung ab 1. Juni 2009 das Inverkehrbringen und Verwenden von Teerölen, ihren Gemischen und damit behandelten Hölzern unter den dort genannten Ausnahmen verboten.
Gemäß Durchführungsverordnung (EU) 2022/1950 der Kommission vom 14. Oktober 2022 zur Verlängerung der Genehmigung von Kreosot als Wirkstoff zur Verwendung in Biozidprodukten wurde die Verwendung von Kreosot zur Imprägnierung von Eisenbahnschwellen und Telekommunikationsmasten bis 31. Oktober 2029 weiter zugelassen.
In der Schweiz darf es gemäß Chemikalien-Risikoreduktions-Verordnung nicht mehr für Publikumsprodukte in Verkehr gebracht werden, und damit behandeltes Holz darf in Wohngebieten nicht mehr eingesetzt werden. Weiterhin eingesetzt werden darf solches Holz dagegen noch zum Beispiel für neue Eisenbahnschwellen und Lawinenverbauungen.
Die Einschränkung der Verwendbarkeit von Carbolineum und anderer hochwirksamer, aber ebenfalls gesundheitsschädlicher Holzschutzmittel hat zu verbesserten konstruktiven Holzschutzlösungen geführt. Insbesondere durch Vermeidung von direkter Erdberührung (zum Beispiel durch Fundamente aus Beton mit eingesetzten Stahlankern) kann auch mit weniger wirksamen Produkten ein dauerhafter Holzschutz erzielt werden. In anderen kritischen Bereichen (z. B. Bahnschwellen, Leitungsmasten) wird auf die Verwendung von Holz zugunsten von Beton, Metall oder Kunststoffen inzwischen zunehmend verzichtet. Wo derartige konstruktive Möglichkeiten nicht bestehen, ist der Schutz mit Carbolineum für tragende Bauelemente noch immer möglich. Mit Holzschutzmitteln wie z. B. Kupfer-Salzen mit Chrom-, Bor-, Fluor- oder Arsenverbindungen oder Kupfer-Quat-Salzen stehen zwar ähnlich wirksame, hinsichtlich Krebsauslösung harmlosere Alternativen im vorbeugenden Holzschutz zur Verfügung, die jedoch stark wassergefährdend sind.